# Ampolla de Vater
La ampolla de Vater pronunciado /ˈfaːtɐ/ , ampolla hepatopancreática, papila de Vater o papila duodenal mayor es la parte del duodeno donde desemboca el conducto biliar común o conducto colédoco en la segunda parte duodenal (descendente), su nombre es en honor del anatomista alemán Abraham Vater (1684-1751), quien fue el primero en describirla en 1720. La ampolla es la porción que cubre el esfínter de Oddi, el cual comprende la unión del conducto colédoco (el cual consta de 3 porciones) con el conducto pancreático.

## Función

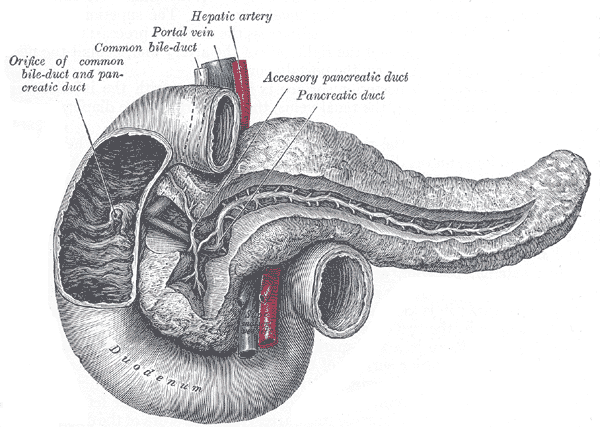
Ampolla de Vater, (Orifice of common)

Consta de varios esfínteres de músculo liso que regulan el flujo de bilis y jugo pancreático a través de la ampolla:
- El esfínter del conducto pancreático,
- El esfínter del colédoco, y
- El esfínter coledocopancreático, que envuelve la parte final del canal común formado por el conducto pancreático y el colédoco.

Todos ellos forman en conjunto el esfínter de Oddi que es un acúmulo de músculos lisos  que controla la introducción de bilis y jugos pancreáticos al duodeno y previene la entrada retrógrada de contenido duodenal a través de la ampolla.

## Patologías
Las patologías del "Área de la ampolla de Vater" se pueden clasificar habitualmente como benignas y malignas.

Las causas del bloqueo de la ampolla de Vater, es generalmente secundario a la presencia de: 
- un cálculo biliar,
- un tumor obstructivo (generalmente un ampuloma) o  cáncer de la ampolla de Vater o de una
- patología inflamatoria del esfínter de Oddi (odditis o papilitis).

Estas causan pancreatitis y la colangitis, por el insuficiente drenaje del contenido pancreático o biliar a través del orificio papilar.

Habitualmente las lesiones que afectan el "Área de la ampolla de Vater" se clasifican en lesiones benignas, premalignas y malignas.
Algunos ejemplos son: Lesiones benignas: Cálculo biliar impactado, papilitis, hamartoma y lipoma. Lesiones premalignas: Adenomas ampulares. Lesiones malignas: Tumores neuroendocrinos, adenocarcinomas, tumores del estroma gastrointestinal (GIST) y metástasis.